# Julián de Anazarbus
San Julián de Anazarbus (también llamado Julián de Cilicia, Julián de Antioquía, Julián de Tarso o Julián de Rimini) es un mártir cristiano del siglo IV y venerado como santo. Su probable muerte está fechada entre el 305 y el 311. Muchas veces se le confunde con Julián, mártir de la misma época y esposo de Basilisa. 

## Biografía
San Julián fue iniciado en el rito cristiano por su madre tras la muerte de su padre, un senador romano de creencias paganas. Fue detenido durante las persecuciones del emperador Diocleciano. Fue instado y posteriormente torturado por el gobernador Marciano para que renunciara a la creencia cristiana. 
Después de las torturas y por el periodo de un año, fue llevado a diferentes ciudades de Cilicia. En Aegea, el santo fue visitado por su madre, que había engañado a los romanos diciendo que quería hacerle entrar en razones. Una vez dentro y durante tres días, la madre dio ánimos a su hijo para que continuara firme en su fe.  
Cuando el gobernador llama a su madre para saber la respuesta, ella atacó ferozmente al politeísmo de los romanos. Por ello, el gobernador ordenó cortarle sus pies. En referencia al santo, lo ataron en un saco lleno de arena y de serpientes venenosas, y arrojado al mar.  
Según la tradición ortodoxa, sus restos, tras una larga peregrinación, fueron recuperados en Alejandría en Egipto y posteriormente trasladados a la basílica de Antioquía.
Sin embargo, la tradición católica recuerda que sus restos vararon cerca de la isla de Proconnese (hoy isla de Mármara). Seis siglos después, en una noche de verano de 957, cedió la roca cerca de la cual se colocó el sarcófago, que sin embargo milagrosamente no se hundió y en 962 encalló justo al norte de Rímini, en Viserba en un punto de la costa donde manaba un manantial (ahora conocido como Sacramora, de morada sagrada).